# Hoření

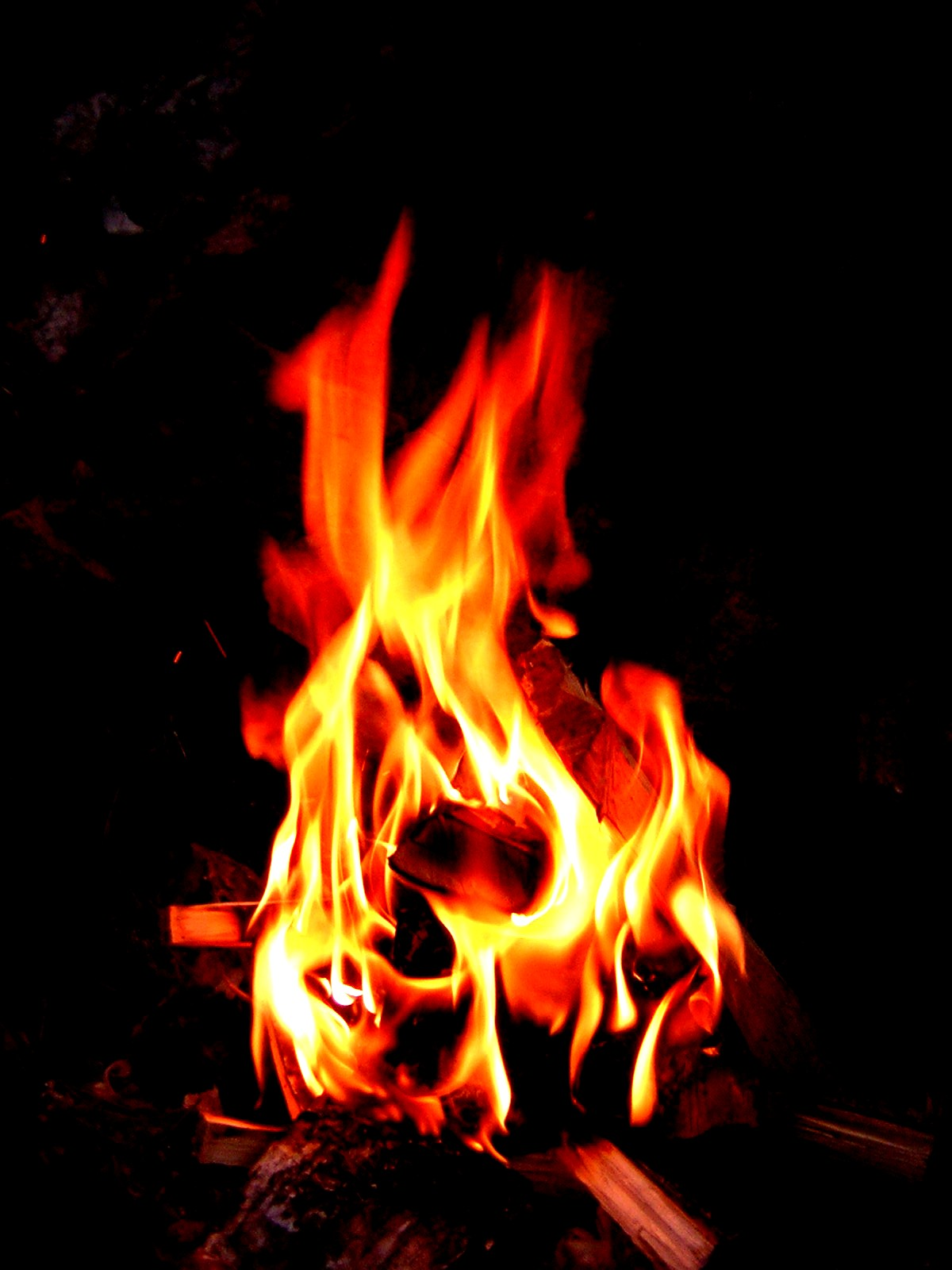
Plameny jako výsledek hoření paliva

Hoření je redoxní exotermická chemická reakce produkující světlo a teplo. Plamenné hoření se nazývá oheň, dalšími formami je doutnání a chemická exploze. K hoření je potřeba tzv. ohňový trojúhelník: hořlavina, oxidační činidlo a aktivační energie. Počáteční dodaná např. tepelná energie iniciuje (spustí) řetězovou reakci hoření. Při hoření často vzniká voda, oxid uhličitý, popel a kouř. Pokud hoří uhlovodíky, tak vzniká více molekul vody (jako vodní pára) než molekul oxidu uhličitého.
Pojem hoření se příležitostně přeneseně používá i pro jiné exotermické děje – například termojaderné reakce na Slunci a v jaderných reaktorech, kde se mluví například o vyhoření paliva.

## Teplota vzplanutí
Plamenné hoření vzniká při dosažení teploty vzplanutí. Pro kapaliny je to teplota, při které za definovaných podmínek látka po přiblížení ohně vzplane a pak zase uhasne.

## Podmínky pro hoření
1. hořlavá látka
  - pevné: papír, dřevo, sláma aj.
  - kapalné: benzín, olej, ethanol aj.
  - plynné: zemní plyn, propan-butan aj.
2. oxidační prostředek
  - nejčastěji vzdušný kyslík
3. zdroj iniciace
  - nejčastěji plamen, jiskra, horký povrch
4. dosažena teplota hoření – nejnižší teplota, při které látka po zapálení trvale hoří